# الخطوط الجوية المتحدة

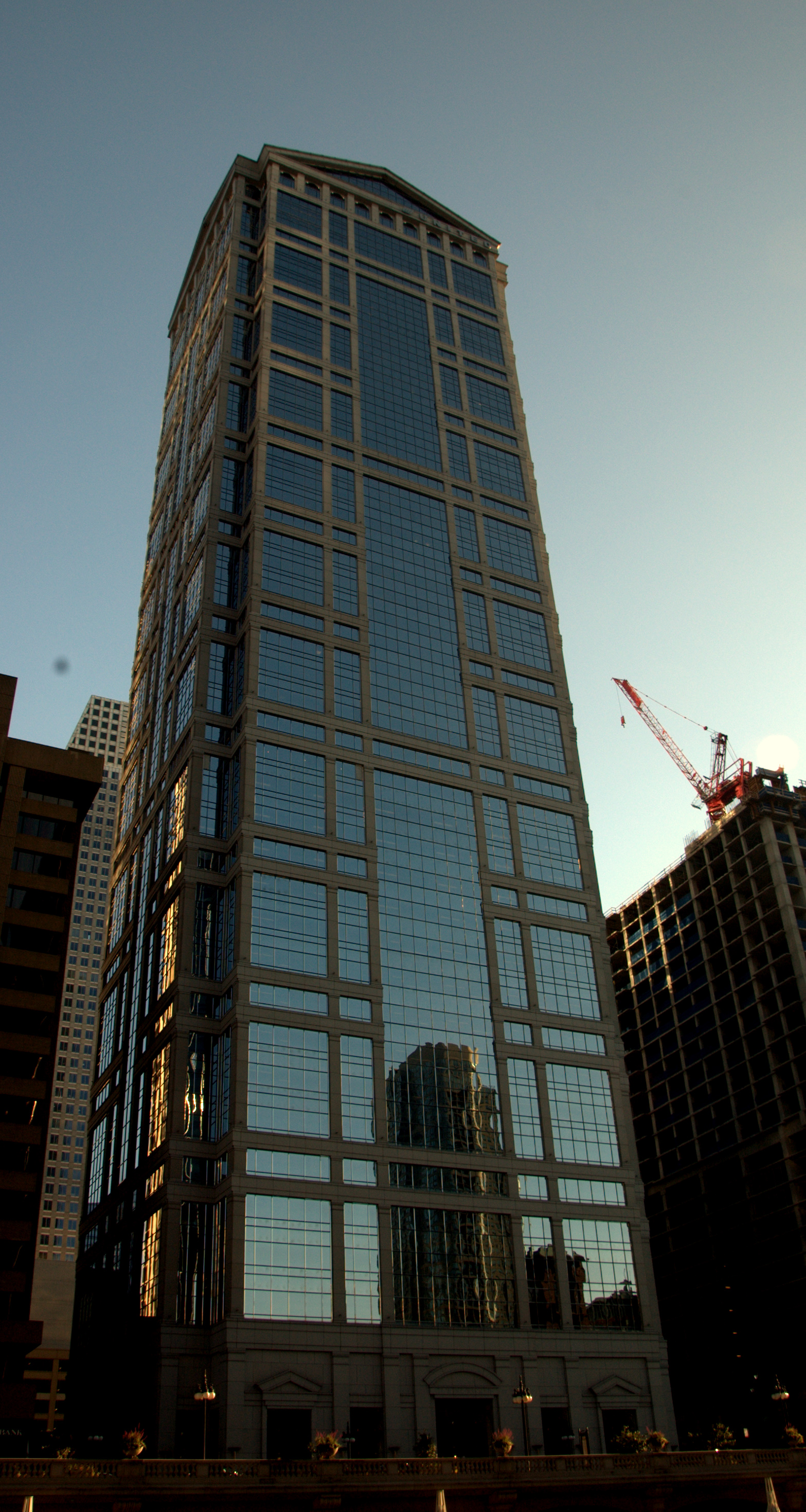
77 West Wacker Drive

الخطوط الجوية المتحدة أو يونايتد إيرلاينز (بالإنجليزية: United Airlines) هي شركة الطيران وطنية أمريكية، تأسست سنة 1927، يقع المقر الرئيسي للشركة في مدينة شيكاغو الأمريكية، وهي شركة من ضمن الشركات التابعة لمؤسسة يونايتد إيرلاينز القابضة، تقدم يونايتد إيرلاينز خدماتها لأكثر من 200 وجهة حول العالم، وتعد الشركة عضو في تحالف ستار.

## اندماج
في 2 مايو 2010 أعلنت شركتا كونتنتال إيرلاينز ويونايتيد إيرلاينز عن عقد صفقة اندماج بينهما بلغت قيمتها 3.2 مليار دولار لتصبحا ثاني أكبر شركة خطوط جوية في العالم بعد الخطوط الجوية الأمريكية American Airlines وتقرر أن يكون الاسم التجاري للشركة الجديدة «يونايتد إيرلاينز» فيما سيحمل الشعار ألوان شعاري الشركتين .

## وصلات خارجية
- الموقع الرسمي
 (بالإنجليزية)